# Himalayanotenkraker
De Himalayanotenkraker (Nucifraga multipunctata) is een zangvogel uit de familie van de Corvidae (Kraaiachtigen).

## Verspreiding en leefgebied
Deze soort komt voor in de westelijke Himalaya in Pakistan en noordwestelijk India.